# Starojantuzowo
Starojantuzowo (ros. Староянтузово) – wieś (sieło) w Rosji, w Baszkortostanie, w rejonie diurtiulińskim. W 2021 liczyła 515 mieszkańców, głównie Tatarów.